# 唐菲爾德足球會
唐菲爾德足球會（英語：Downfield Football Club）是一個位於蘇格蘭鄧迪唐菲爾德的初級足球會，是蘇格蘭初級足球協會成員，自2006/07球季開始，球會在蘇格蘭足球初級東區首要聯賽北競賽。球會曾在2010/11及15/16球季贏得聯賽冠軍。
56°29′36″N 2°59′30″W / 56.493212°N 2.991572°W